# هربرت جون ويلش
هربرت جون ويلش هو سياسي كندي، ولد في 27 أكتوبر 1894، وتوفي في 27 أبريل 1959 في أوك باي في كندا.